# Sergej Karimow
Sergej Karimow (kasachisch Сергей Каримов Sergei Karimow; * 21. Dezember 1986 in Saran; † 24. Dezember 2019) war ein deutsch-kasachischer Fußballspieler. Karimow wurde im heutigen Kasachstan als Sohn einer Russlanddeutschen geboren und wuchs in Wolfsburg auf.

## Karriere
Karimow war in der Jugend beim SSV Velstove und beim SSV Vorsfelde aktiv, bevor er 2000 zum VfL Wolfsburg wechselte. Ab der Saison 2006/07 spielte er in der zweiten Mannschaft des VfL, die in seinem ersten Jahr von der Oberliga in die Regionalliga Nord aufstieg. Bereits im Jahr darauf wurde er nach der Empfehlung von Trainer Bernd Hollerbach in das von Felix Magath trainierte Profiteam der Wolfsburger berufen. Am 8. Dezember 2007 bestritt er sein erstes Bundesligaspiel, als er gegen den VfB Stuttgart in der Startelf stand. An den beiden Folgespieltagen spielte er ebenfalls von Anfang an und absolvierte jeweils die 90 Minuten Spielzeit.
Im Achtelfinal-Pokalspiel gegen den FC Schalke 04 am 30. Januar 2008 avancierte er zum Matchwinner, da er kurz vor Ende der regulären Spielzeit das Tor zum 1:1-Ausgleich geschossen hatte. Im anschließenden Elfmeterschießen verwandelte er zudem noch den entscheidenden Elfmeter. Am 13. Dezember 2007 unterschrieb Karimow bei den Wölfen einen bis 2010 laufenden Profivertrag. Nachdem er zu Beginn der Saison 2008/09 dennoch nicht im Kader der ersten Mannschaft geführt wurde, berief Magath ihn im Laufe der Spielzeit nach. Am Ende der Saison konnten die Wölfe die erste Meisterschaft der Vereinsgeschichte gewinnen. Karimow absolvierte dabei allerdings nur ein Spiel (gegen Hertha BSC). Im Jahr darauf bestritt der Deutsch-Kasache zwar in der zweiten Mannschaft bis auf eine Auswechslung in der 85. Minute jede Spielminute in der Regionalliga, in der Profimannschaft kam er aber nicht zum Einsatz. Trotzdem wurde er in die kasachische Fußballnationalmannschaft berufen und am 11. August 2010 im Freundschaftsspiel gegen den Oman eingesetzt.
Nachdem Karimow auch in der folgenden Saison zwar im Profiaufgebot des VfL Wolfsburg stand, aber wieder nicht zum Einsatz kam, wechselte er zur Saison 2011/12 zum Zweitligisten MSV Duisburg, wo er den Abgang des dortigen Stammverteidigers Olivier Veigneau kompensieren sollte. Nach anfänglich schlechten Leistungen rückte er aus der Mannschaft und fand sich im Laufe der Saison als Reservespieler wieder. Er verließ Duisburg zum Ende der Saison 2012/13.
Ab Januar 2014 gehörte Karimow für eine Halbserie zur Oberliga-Mannschaft von Lupo Martini Wolfsburg. Er kam aber aufgrund von Verletzungen nur zu einem einzigen Einsatz, bei dem er als Abwehrspieler sogar ein Tor schoss.
Karimow starb im Dezember 2019. Die Todesursache ist nicht bekannt.

## Erfolge
- Deutscher Meister: 2009 mit dem VfL Wolfsburg
- Aufstieg in die Regionalliga Nord: 2008 mit dem VfL Wolfsburg II